# Chrysotrichia dotalugola
Chrysotrichia dotalugola är en nattsländeart som beskrevs av Schmid 1958. Chrysotrichia dotalugola ingår i släktet Chrysotrichia och familjen smånattsländor. Inga underarter finns listade i Catalogue of Life.